# Buju Banton
Buju Banton, född Mark Anthony Myrie 15 juli 1973 i Kingston, Jamaica, är en jamaicansk dancehall-, ragga-, och reggaemusiker. 
Buju Banton slog igenom på Jamaica 1992 och var en av 1990-talets största dancehallartister. I mitten av 90-talet blev han allt mer religiös, och mycket av hans musik är sedan dess inspirerad av rastafari. 
I december 2009 häktades Banton av federal domstol i USA då han gripits med en stor mängd kokain, vilken han enligt häktningsordern sedan haft för avsikt att sedan distribuera vidare. Rättegången mot honom inleddes den 14 februari 2011. Kvällen innan vann Bantons skiva Before the Dawn en Grammy för bästa raggaealbum. I juni 2011 dömdes han till tio års fängelse för narkotikainnehav med avsikt att langa. Banton släpptes den 7 december 2018 och återvände därefter till Jamaica. 
Banton har mött hård kritik för att vissa av hans låttexter hetsar om våld mot homosexuella. Låten Boom Bye Bye skildrar till exempel att homosexuella måste dö. Sedan Banton skrivit under The Reggae Compassionate Act 2007 har han dock avstått från att framföra låten igen, och har enligt egen utsaga dragit tillbaks den från samtliga plattformar.

## Diskografi
- 1992 – Stamina Daddy
- 1993 – Mr. Mention
- 1993 – Voice of Jamaica
- 1995 – 'Til Shiloh
- 1997 – Inna Heights
- 2000 – Unchained Spirit
- 2003 – Friends for Life
- 2006 – Too Bad
- 2009 – Rasta Got Soul
- 2010 – Before The Dawn